# Ecklein
Das Ecklein war im Königreich Württemberg ein kleines Volumen- und Getreidemaß.
- 1 Ecklein = 4 Viertele(in) = 0,69 Liter = 6,922903457 dl[1]
- 32 Ecklein = 1 Simmer/Simri
- 1 Scheffel = 256 Ecklein (= 177,23 Liter)